# Šumice (ort i Tjeckien, Zlín)
Šumice är en ort i Tjeckien.   Den ligger i distriktet Okres Uherské Hradiště och regionen Zlín, i den östra delen av landet, 270 km sydost om huvudstaden Prag. Šumice ligger 226 meter över havet och antalet invånare är 1 764.
Terrängen runt Šumice är platt åt nordväst, men åt sydost är den kuperad. Šumice ligger nere i en dal. Runt Šumice är det ganska glesbefolkat, med 43 invånare per kvadratkilometer. Närmaste större samhälle är Uherský Brod, 5,5 km väster om Šumice. Trakten runt Šumice består till största delen av jordbruksmark.